# Samuel Chukwueze
Samuel Chimerenka Chukwueze (Umuahia, 1999. május 22.) nigériai válogatott labdarúgó, az olasz AC Milan csatára.

## Pályafutása

### Klubcsapatokban
A Future Hope, a New Generation Akadémia és a Diamond Football Akadémia csapataiban nevelkedett, majd 2017-ben a spanyol Villarreal akadémiájára került. 2018. április 15-én mutatkozott be a Villarreal B csapatában a Sabadell elleni harmadosztályú bajnoki mérkőzésen Sergio Lozano cseréjeként. Május 20-án megszerezte első gólját az Bilbao Athletic ellen 3–1-re megnyert találkozón. Szeptember 20-án mutatkozott be az első csapatban az Európa-ligában a skót Rangers csapata ellen. November 5-én az élvonalban is bemutatkozott a Levante csapata ellen. A következő fordulóban első bajnoki gólját is megszerezte a Rayo Vallecano ellen 2–2-re végződő bajnoki mérkőzésen. 2023. július 27-én az AC Milan öt évre szerződtette.

### A válogatottban
Részt vett a 2015-ös U17-es Afrika-kupáján és a 2015-ös U17-es labdarúgó-világbajnokságon, utóbbin aranyérmes lett. 2018. november 17-én kispadon kapott lehetőséget a felnőtt válogatottban a Dél-afrikai Köztársaság elleni 2019-es afrikai nemzetek kupája selejtező selejtezőjében. Három nappal később Uganda ellen bemutatkozott és egy félidőt kapott a pályán. 2019-ben meghívást kapott a 2019-es afrikai nemzetek kupájára és a 2019-es U20-as labdarúgó-világbajnokságra, de a Villarreal csapata csak az egyik tornára engedte el. A felnőtt válogatottal vett részt az Afrikai nemzetek kupáján és a Dél-afrikai Köztársaság elleni negyeddöntő   mérkőzésen a 27. percben megszerezte első válogatott gólját.

## Statisztika

### Klubcsapatokban
2023. június 4. szerint.
| Klub         | Szezon   | Bajnokság          | Bajnokság | Bajnokság | Kupa  | Kupa  | Nemzetközi | Nemzetközi | Összesen | Összesen |
| Klub         | Szezon   | Osztály            | Mérk.     | Gólok     | Mérk. | Gólok | Mérk.      | Gólok      | Mérk.    | Gólok    |
| ------------ | -------- | ------------------ | --------- | --------- | ----- | ----- | ---------- | ---------- | -------- | -------- |
| Villarreal B | 2017–18  | Segunda División B | 11        | 2         | —     | —     | —          | —          | 11       | 2        |
| Villarreal B | 2018–19  | Segunda División B | 9         | 2         | —     | —     | —          | —          | 9        | 2        |
| Villarreal B | Összesen | Összesen           | 20        | 4         | —     | —     | 0          | 0          | 20       | 4        |
| Villarreal   | 2018–19  | La Liga            | 26        | 5         | 3     | 2     | 9          | 1          | 38       | 8        |
| Villarreal   | 2019–20  | La Liga            | 37        | 3         | 4     | 1     | —          | —          | 41       | 4        |
| Villarreal   | 2020–21  | La Liga            | 28        | 4         | 1     | 0     | 11         | 1          | 40       | 5        |
| Villarreal   | 2021–22  | La Liga            | 27        | 3         | 2     | 2     | 9          | 2          | 38       | 7        |
| Villarreal   | 2022–23  | La Liga            | 37        | 6         | 4     | 4     | 9          | 3          | 50       | 13       |
| Villarreal   | Összesen | Összesen           | 155       | 21        | 14    | 9     | 38         | 7          | 207      | 37       |
| AC Milan     | 2023–24  | Serie A            | 0         | 0         | 0     | 0     | 0          | 0          | 0        | 0        |
| AC Milan     | Összesen | Összesen           | 0         | 0         | 0     | 0     | 0          | 0          | 0        | 0        |
| Összesen     | Összesen | Összesen           | 175       | 25        | 14    | 9     | 38         | 7          | 227      | 41       |

### A válogatottban
2023. június 18. szerint.
| Válogatott | Szezon   | Mérkőzés | Gól |
| ---------- | -------- | -------- | --- |
| Nigéria    | 2018     | 1        | 0   |
| Nigéria    | 2019     | 12       | 2   |
| Nigéria    | 2020     | 4        | 1   |
| Nigéria    | 2021     | 2        | 0   |
| Nigéria    | 2022     | 6        | 1   |
| Nigéria    | 2023     | 3        | 0   |
| Összesen   | Összesen | 28       | 4   |

### Góljai a válogatottban
|   | Időpont            | Helyszín                                   | Ellenfél                | Gólok | Eredmény | Kiírás                                     |
| - | ------------------ | ------------------------------------------ | ----------------------- | ----- | -------- | ------------------------------------------ |
| 1 | 2019. július 10.   | Kairói Nemzetközi Stadion, Kairó, Egyiptom | Dél-afrikai Köztársaság | 1–0   | 2–1      | 2019-es Afrikai Nemzetek Kupája            |
| 2 | 2019. november 17. | Setsoto Stadium, Maseru, Lesotho           | Lesotho                 | 2–1   | 4–2      | 2021-es Afrikai Nemzetek Kupája-selejtező  |
| 3 | 2020. november 13. | Ogbe Stadium, Benin City, Nigéria          | Sierra Leone            | 4–0   | 4–4      | 2021-es Afrikai Nemzetek Kupája-selejtező  |
| 4 | 2022. január 15.   | Roumdé Adjia Stadion, Garoua, Kamerun      | Szudán                  | 1–0   | 3–1      | 2021-es Afrikai Nemzetek Kupája-csoportkör |

## Sikerei, díjai

### Klubcsapatokban
Villarreal
- Európa-liga
  - Győztes (1): 2020–21

### A válogatottban
Nigéria U17
- U17-es labdarúgó-világbajnokság
  - Győztes (1): 2015